# اچ‌ام‌اس تاندرر (۱۷۸۳)
اچ‌ام‌اس تاندرر (۱۷۸۳) (به انگلیسی: HMS Thunderer (1783)) یک کشتی بود که طول آن ۱۷۰ فوت ۸ اینچ (۵۲٫۰۲ متر) بود. این کشتی در سال ۱۷۸۳ ساخته شد.